# Wilhelm Dornseiff
Wilhelm Dornseiff (* 12. Oktober 1843 in Holzhausen; † 24. August 1933 in Darmstadt) war ein deutscher Finanzbeamter und Politiker.

## Leben
Als Sohn eines Pfarrers geboren, studierte Dornseiff Kameralwissenschaften in Gießen. Während seines Studiums wurde er 1861 Mitglied der Gießener Burschenschaft Germania. Er wurde Finanzakzessist in Holzhausen, 1872 Hauptzollamtsassistent beim Hauptzollamt in Worms und 1873 beim Hauptsteueramt in Mainz. Dort wurde er 1879 Revisionsinspektor, 1882 Hausptsteueramtsrevisor und 1885 Finanzassessor. 1892 wurde er Obersteuerinspektor beim Hauptsteueramt in Darmstadt. 1894 wurde er Vortragender Rat mit dem Titel Obersteuerrat im Finanzministerium und später Geheimer Oberfinanzrat. Er war stellvertretender Bevollmächtigter zum Bundesrat. 1919 ging er in den Ruhestand.

## Ehrungen
- Verdienstorden Philipps des Großmütigen, Ritterkreuz 1. Klasse
- Verdienstorden Philipps des Großmütigen, Krone zum Ehrenkreuz
- Verdienstorden Philipps des Großmütigen, Komturkreuz 2. Klasse
- Ludewigs-Orden, Ritterkreuz 1. Klasse